# Шанрус
Шанру́с (фр. Chamrousse) — коммуна во Франции, находится в регионе Рона — Альпы. Департамент коммуны — Изер. Входит в состав кантона Домен, Визий. Округ коммуны — Гренобль. Код INSEE коммуны — 38567. Мэр коммуны — Jacques Guillot, мандат действует на протяжении 2008—2014 гг.

## География
Населённый пункт находится на высоте от 1384 до 2440 метров над уровнем моря. Муниципалитет расположен на расстоянии около 500 км юго-восточнее Парижа, 110 км юго-восточнее Лиона, 15 км юго-восточнее Гренобля. На территории коммуны находятся следующие озёра: Ашар и др.

## Население
Население коммуны на 2006 год составляло 480 человек.
Динамика населения (INSEE):